# 1971 في نيوزيلندا
فيما يلي قوائم الأحداث التي وقعت خلال عام 1971 في نيوزيلندا.

## رياضة
- 1 يناير – كأس نيوزيلندا 1971 الفائز Western Suburbs FC [الإنجليزية]‏.

## مواليد

### يناير
- 1 يناير – أني أونيل فنانة نيوزيلندية.
- 1 يناير – جايسون كنلان فنان نيوزيلندي.
- 1 يناير – سكوت ويلز ممثل نيوزيلندي.
- 1 يناير – سيمون أونيل مغني أوبرا نيوزيلندي.
- 1 يناير – كام بانكس
- 1 يناير – كامبل ويلسون رجل أعمال نيوزلاندي.
- 1 يناير – لاكي دايموند ريتش لاعب سيرك نيوزيلندي.
- 9 يناير – تارة كوكس لاعبة كرة قدم نيوزيلندية.
- 19 يناير – شون هوب لاعب دوري رغبي نيوزيلندي.

### فبراير
- 12 فبراير – فيل بيرغمان لاعب دوري رغبي نيوزيلندي.
- 24 فبراير – كاترينا كينان لاعبة كركيت نيوزيلندية.

### مارس
- 15 مارس – ليام باري لاعب اتحاد رغبي نيوزيلندي.
- 23 مارس – جايسون باتي لاعب كرة قدم نيوزيلندي.

### أبريل
- 16 أبريل – هيلين كلارك لاعبة هوكي حقل نيوزيلندية.
- 27 أبريل – كايل شابمان سياسي نيوزيلندي.
- 28 أبريل – هاميش كارتر تريثلت نيوزيلندي.

### يونيو
- 2 يونيو – جويل توبيك ممثل نيوزيلندي.
- 2 يونيو – كرايغ واتسون تريثلت نيوزيلندي.
- 9 يونيو – ستيف بايلي متزحلق جبال الألب نيوزيلندي.
- 11 يونيو – مارك ريتشاردسون لاعب كركيت نيوزيلندي.
- 25 يونيو – هارون كولينز لاعب كرة قدم نيوزيلندي.

### يوليو
- 24 يوليو – راشيل أوليفر لاعبة كرة قدم نيوزيلندية.

### أغسطس
- 8 أغسطس – فيليبا بالانتين كاتبة نيوزيلندية.
- 18 أغسطس – جوناثان فينتر سباح نيوزيلندي.
- 24 أغسطس – تشاد إيغل لاعب رغبي نيوزيلندي.
- 26 أغسطس – تامي جنكينز لاعب تنس الريشة.
- 27 أغسطس – جلان أوسبورن لاعب رغبي نيوزيلندي.
- 30 أغسطس – إيفيلين ويليامسون تريثلت نيوزيلندية.

### سبتمبر
- 9 سبتمبر – كريس لي لاعب كريكت نيوزلندي.
- 21 سبتمبر – غوردون سيمبسون لاعب اتحاد رغبي نيوزيلندي.

### أكتوبر
- 20 أكتوبر – ريتشيل هاوس
- 22 أكتوبر – تيم كارزويل درّاج طريق نيوزيلندي.
- 25 أكتوبر – مارتن ليزلي لاعب اتحاد رغبي نيوزيلندي.
- 30 أكتوبر – غرانت روبرتسون سياسي نيوزيلندي.
- 31 أكتوبر – كرايغ سميث لاعب دوري رغبي نيوزيلندي.

### نوفمبر
- 16 نوفمبر – كرايغ باريت منافِس أوليمبي نيوزيلندي.
- 20 نوفمبر – ديون ناش لاعب كركيت نيوزيلندي.
- 21 نوفمبر – غوردون سلاتر لاعب رغبي نيوزيلندي.
- 26 نوفمبر – تانيا دالتون لاعبة كرة شبكة نيوزيلندية.
- 30 نوفمبر – جوستين ديفيس لاعب كركيت نيوزيلندي.

### ديسمبر
- 3 ديسمبر – جيمي لي
- 13 ديسمبر – فوغهان كوفيني

## وفيات

### يناير
- 1 يناير – إرنست هيبر طومسون (مواليد 1891)
- 16 يناير – هارولد أبوت (مواليد 1882) لاعب رغبي نيوزيلندي.
- 22 يناير – ماري لامبي (مواليد 1889) ممرضة نيوزيلندية.

### فبراير
- 17 فبراير – ميخائيل مايلز (مواليد 1919) مقدم تلفزيوني نيوزيلندي.
- 23 فبراير – إيمي كاسل (مواليد 1880) عالمة حشرات نيوزيلندية.

### مارس
- 30 مارس – ليزلي جيمس إليس (مواليد 1910) فارس نيوزيلندي.

### أبريل
- 15 أبريل – جيمس بوسويل (مواليد 1906) رسام نيوزيلندي.
- 29 أبريل – ماري وينفريد بيتس إيتكن (مواليد 1894)

### يوليو
- 2 يوليو – ستيوارت دونكان (مواليد 1906) لاعب كريكت نيوزلندي.
- 4 يوليو – توبي موراي (مواليد 1888)

### سبتمبر
- 1 سبتمبر – جورج وايز (مواليد 1904) لاعب اتحاد رغبي نيوزيلندي.
- 7 سبتمبر – جيمس سميث (مواليد 1891) لاعب كريكت نيوزلندي.
- 19 سبتمبر – بيل رايت (مواليد 1905)

### ديسمبر
- 4 ديسمبر – جيمس دونالد (مواليد 1889) سياسي نيوزيلندي.
- 15 ديسمبر – رودريك كار (مواليد 1891)